# Sue Townsendová
Susan Lillian Townsendová (2. dubna 1946, Leicester – 10. dubna 2014, Leicester) byla anglická autorka humoristických románů, známá díky sérii o Adrianu Moleovi.

## Život
Narodila se jako nejstarší z pěti dětí v rodině poštovního doručovatele. Nedokončila střední školu a pracovala jako tovární dělnice, v osmnácti letech se provdala a měla tři děti, ale po pěti letech ji muž opustil. Později pracovala jako instruktorka kanoistiky, kde se seznámila se svým druhým manželem, s nímž má dceru. Koncem sedmdesátých let začala psát hry pro leicesterské divadlo Phoenix, velký literární úspěch zaznamenala v říjnu 1982 svojí knihou Tajný deník Adriana Molea. Jsou to fiktivní zápisky třináctiletého chlapce, který se rozhodne stát intelektuálem; se směsí naivity a sarkasmu komentuje poměry ve škole, rozchod rodičů i svoji první lásku, ale také úspornou politiku premiérky Thatcherové nebo falklandskou válku. Kniha se stala bestsellerem, byla přeložena do více než třiceti jazyků, vznikl podle ní televizní seriál i muzikál. Vznikla další pokračování, provázející tohoto nepraktického podivína až do dospělosti a středních let: Adrian utíká z domova, neúspěšně bombarduje nakladatele svými literárními pokusy, na dovolené v Moskvě se stane nedobrovolným účastníkem státního převratu, vychovává dva nemanželské syny a stane se televizní celebritou jako komicky nešikovný šéfkuchař. Zároveň stále glosuje aktuální politiku i popkulturu. Stihne také zabřednout do dluhů a musí opustit svůj dům a usadit se v bývalém zabředláku.
Autorka trpěla silným diabetem, v jehož důsledku roku 2001 oslepla. V roce 2009 prodělala transplantaci ledviny.
25. února 2009 jí bylo uděleno čestné občanství města Leicester. Zemřela po krátké nemoci ve věku 68 let.

## Dílo

### Adrian Mole
- Tajný deník Adriana Molea 1982
- Hořké zrání Adriana Molea 1984

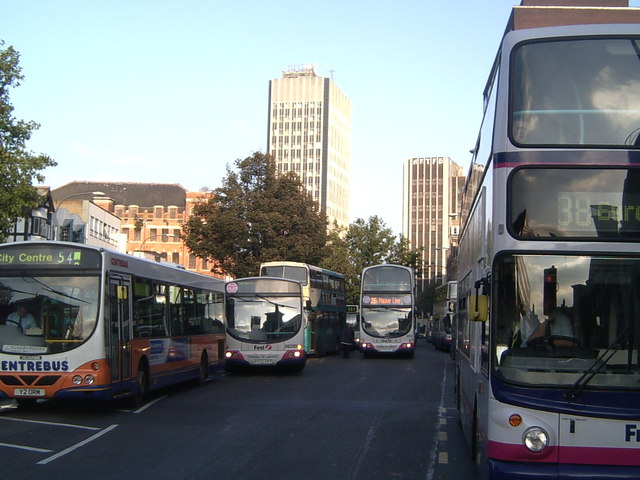
Autobusové nádraží v Leicesteru, kde se Adrian Mole často pohybuje

- Pravdivá zpověď Adriana Molea 1989
- Adrian Mole - Léta v divočině 1993
- Adrian Mole - Léta u kapučína 1999
- Adrian Mole a zbraně hromadného ničení 2004
- Ztracené deníky Adriana Molea 1999 - 2001 2008
- Adrian Mole - léta prostoty 2009

### Další tvorba
- Coventry na útěku - příběh ženy, která se skrývá před spravedlností poté, co neúmyslně zabila násilnického souseda, pozná život smetánky i bezdomovců
- Dětské přízraky, 1997
- Královna a já - satirický obraz britské královské rodiny, která se po zrušení monarchie musí začít starat sama o sebe
- Inkognito - britský ministerský předseda se v převleku za ženu vydává poznat, jak se žije prostému lidu
- Pravdivá zpověď ženy ve středních letech - sbírka fejetonů
- Královna Camilla - navazuje na Královna a já
- Žena, která si šla lehnout a rok nevstala  - příběh ženy, kterou náhle přestalo bavit dělat služku svému okolí